# Mezolit
Mezolit (gr. mesos „średni” i lithos „kamień”), środkowa epoka kamienia, epipaleolit – środkowy okres epoki kamienia trwający od około 11000–7000 p.n.e. na Bliskim Wschodzie i około 8000–4800 p.n.e. na terenach Niżu Środkowoeuropejskiego, stanowiący stopniowe przejście od paleolitu do neolitu i związany z postępującymi przemianami klimatycznymi (schyłek zlodowacenia).

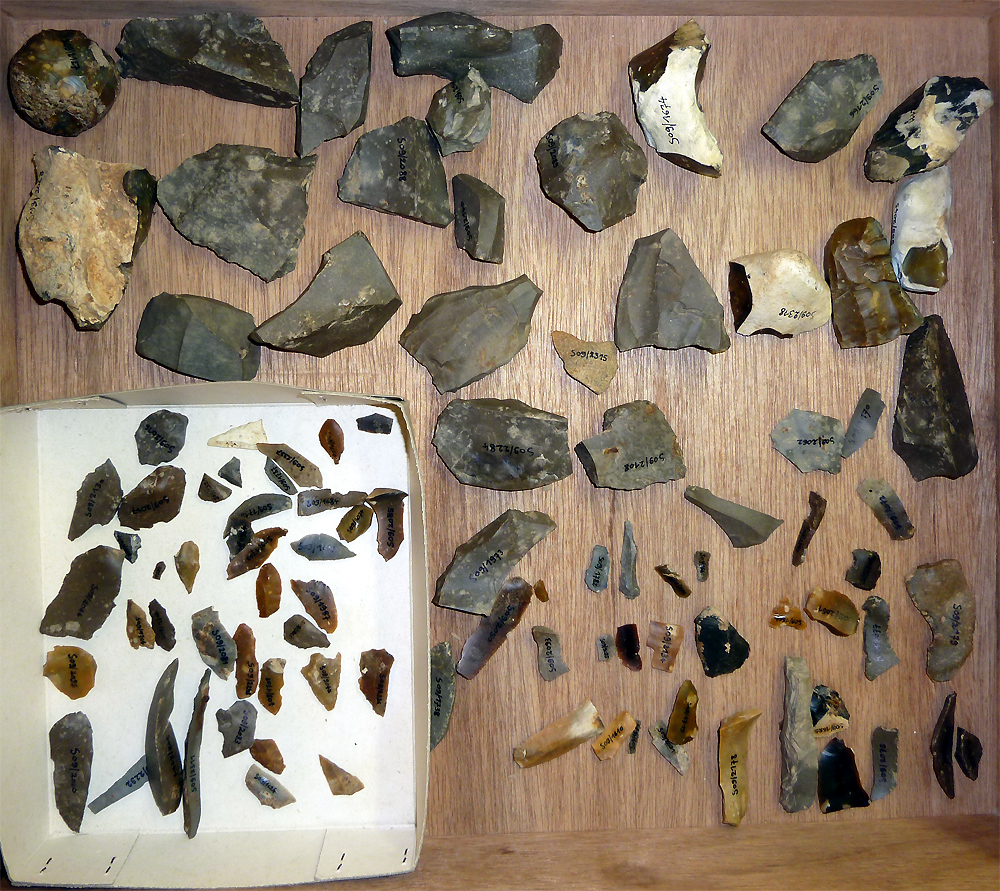
Mezolityczne narzędzia

W mezolicie wyróżnia się trzy fazy (okresy) klimatyczne:
- fazę preborealną – stopniowe ocieplenie klimatu po ustąpieniu lodowca, występowanie lasów iglastych
- fazę borealną – znaczne ocieplenie, duży udział lasów liściastych, wzrost wilgotności, poziomu morza, powstanie jezior, bagien i torfowisk,
- fazę atlantycką – ustabilizowanie klimatu, łagodne zmiany pór roku.

Okres ten cechuje przejście z gospodarki łowiecko-zbierackiej do gospodarki wytwarzającej. Moment pojawienia się elementów gospodarki wytwarzającej wyznacza koniec gospodarki łowiecko-zbierackiej. Podstawowe źródła wyżywienia w okresie mezolitu stanowiły zbieractwo, łowiectwo, rybołówstwo i początkowe rolnictwo, nastąpiło udomowienie owcy i świni. Wynalezione zostały: siekiera, łuk, czółno, rozpoczęto wydobycie krzemienia w kopalniach odkrywkowych (w Polsce – Orońsko), pojawiają się wyroby mikrolityczne, początki plecionkarstwa i tkactwa. Ludność mezolityczna prowadziła jeszcze na ogół koczowniczy tryb życia (okresowe osady otwarte i schronienia skalne).
Mezolit jest najlepiej poznany na terenie Europy, gdzie wydziela się trzy podstawowe zespoły kultur: krąg zachodni (zob.gł. kultura tardenuaska), krąg północny (czasami błędnie utożsamiony z kulturą maglemoską) i północno-wschodni (którego zachodnim odłamem jest kultura kundajska).
Pod koniec mezolitu pojawiają się najwcześniejsze świadectwa przechodzenia do gospodarki wytwórczej na obszarze Bliskiego Wschodu, w rejonie tzw. żyznego półksiężyca (Lewant, góry Taurus, Anatolia, Kurdystan, pn. Mezopotamia, góry Zagros, Chuzestan). Zalążki kształtowania się tej gospodarki wywodzą się z: kultury natufskiej i kultury zarzyjskiej. Tam właśnie znaleziono pierwsze osiedla (m.in. Jerycho, Murajbat, Bajda, Nemrik, Dżarmo, Çayönü Tepesi).

## Mezolit w Polsce
Na ziemiach polskich znaleziska z okresu mezolitu są nieliczne. Wyróżnić można cztery kultury archeologiczne mezolitu na ziemiach polskich: kultura komornicka, kultura janisławicka, kultura kundajska, kultura chojnicko-pieńkowska. W okresie mezolitu na ziemiach polskich wystąpiła mikrolityzacja i geometryzacja kształtów narzędzi czyli tendencja do zmniejszania wielkości ostrych narzędzi i broni krzemiennych. Mikrolityzację zainicjowała lepsza technika delikatnego retuszu, także brak i trudności z dostępem do krzemienia.
Na ziemiach polskich znanych jest kilka pochówków mezolitycznych. Najbardziej znanym jest pochówek z miejscowości Janisławice. Jest to grób mężczyzny w wieku między 30 a 40 rokiem życia bogato wyposażony, zawierający ponad 50 wyrobów kościanych i tyleż wyrobów krzemiennych. Ciało posypano hematytem i ułożono w pozycji siedzącej z wyprostowanymi nogami i plecami opartymi o ścianę jamy grobowej. W rękach mężczyzna trzymał łuk i kołczan ze strzałami, z których zachowały się jedynie groty. Posiadał także naszyjnik z zębów jelenia i wisiorki z kłów dzika. Znane są także pochówki z okolic Giżycka, skromniejsze, z mężczyznami spoczywającymi w pozycji leżącej.